# 葬除屋XLORD
『葬除屋XLORD』（そうじやクロスロード）は、2012年9月27日からプレシディオから配信されているスマートフォン用の女性向け恋愛シミュレーションゲーム。2013年3月22日よりGREEアプリ版も配信開始。
キャッチコピーは「昼と夜、あなたの心は二度奪われる」。
ゲーム内容は、昼はアイドルグループ「モノクローム」として、夜は「葬除屋」と呼ばれる暗殺者の顔を持つ5人のメンバーとの恋愛を体験してゆくというものである。
2012年9月末に神狩ルイ、刹夜、桜井実理の配信がスタートすると、App Storeダウンロードランキング・ゲーム/シミュレーション部門で第8位を記録する。後に御堂颯真と雨宮優樹が配信される。2012年10月からクロフネZERO、pixivコミックにてゲームとは違うストーリーで描かれる漫画連載がスタート。 2013年12月には単行本が発売される。

## 登場人物

### メインキャラクター
アイドルグループにして葬除屋「モノクローム」のメンバー達。
御堂颯真（みどう そうま）
声 - 櫻井孝宏
17歳。身長175cm。6月24日生まれ。血液型はO型。武器はソードブレーカー。北条の元で葬除屋として働いている。事故で過去の記憶をなくし、その影響で感情の表現が上手くできなくなってしまうが、徐々に取り戻していく。モノクロームの中ではいじられ役である。
雨宮優樹（あめみや ゆうき）
声 - 神谷浩史
21歳。身長180cm。4月21日生まれ。血液型はB型。武器はトランプ。モノクロームのリーダーである。外見も軽く口も軽いところがあり女たらしの面もあるが、実は仲間のことを誰よりも気遣っているお兄さん的存在である。
神狩ルイ（かがり るい）※神は旧字体となる
声 - 小野大輔
20歳。身長185cm。7月24日生まれ。血液型はAB型。武器は刃鋼線。モノクロームのサブリーダーである。日本人とフランス人のハーフにあたる。誰をも魅了する美貌の持ち主。物腰がとても柔らかく言葉も丁寧で上品。こう見えてフランスの闇社会のドン。
刹夜（せつや）
声 - 福山潤
18歳。身長178cm。5月4日生まれ。血液型はO型。任務ではハッキングや通信指示でメンバーをサポートする。性格はクールで無口。実は暗殺拳の使い手。苗字を出してない理由は兄弟に迷惑をかけないためである。
桜井実理（さくらい みこと）
声 - 梶裕貴
17歳。身長165cm。9月18日生まれ。血液型はB型。武器は2本の小太刀。モノクロームのムードメーカーである。性格は明るく人懐っこい。自分のことを可愛いと自覚しており、立ち振る舞いも可愛い。本当は男らしい肉体に憧れている。かまってちゃんキャラ。

### サブキャラクター
北条鷹忠（ほうじょう たかただ）
声 - 森川智之
36歳。178cm。12月31日生まれ。血液型はA型。武器は日本刀。モノクロームが所属する芸能プロダクションの社長であり、葬除屋を統率する人物。真っ直ぐな性格で男らしさに満ち溢れている。侍のような精神の持ち主。
D（でぃー）
声 - 蛇足
外見年齢20歳。185cm。3月2日生まれ。血液型は不明。炎を自在に操る。人間とヴァンパイアの血が混ざったハーフヴァンパイア。強靭な肉体を持つ。長い時を生きてきたからか、あらゆることの無常さや非情さを知っており、感情移入しないようにしている。
藤堂真悠（とうどう　まゆ）
声 - 竹谷祥
28歳。170cm。モノクロームの敏腕マネージャー。メンバーが暮らしている寮で食事の世話などもしている。
四条美央（しじょう　みお）
声 - 綾川深咲
6歳。110cm。小学一年生の女の子。マスコット的存在だが、大人っぽく達観している。

## スタッフ
- エグゼグティブプロデューサー - DUCE久世
- 原作 - 生田さやか
- 原画 - しほうあきら
- モバイルコンテンツプロデューサー - 坂口威知朗
- 音楽 - 山田玄紀
- グラフィッカー - 鳥羽大輔
- 背景 - 奥田和弘、萩原裕己
- 宣伝 - 早川昴志
- 監修 - 加瀬岳史
- 制作 - 株式会社プレシディオ

## 主題歌
「烙印〜スティグマ〜」
作詞 - 生田さやか / 作曲 - 中西祐理 / 歌 - 蛇足

## 関連商品
コミック
- 葬除屋XLORD 2013年12月10日発売 ISBN 978-4-7997-1411-9

ドラマCD
- ドラマCD 葬除屋XLORD「終末Re:START」 2013年7月24日発売